# Port lotniczy Dschang
Port lotniczy Dschang (IATA: DSC, ICAO: FKKS) – port lotniczy położony w Jaunde, w Kamerunie. 